# Antonio Piloni
Antonio Piloni (Crema, 22 gennaio 1921 – ...) è stato un calciatore italiano, di ruolo difensore.

## Carriera
Disputa con la maglia del Crema quattro campionati di Serie C dal 1939 al 1943, e successivamente gioca con la Cremonese nel Campionato Alta Italia 1944.
Nel dopoguerra torna al Crema, debuttando in Serie B nella stagione 1946-1947 e disputando due campionati cadetti per un totale di 72 presenze.
Dopo la retrocessione avvenuta nel 1948, resta con i bianconeri cremaschi fino al 1950 e poi ancora dal 1951 al 1953.
Chiude la carriera alla Pergolettese in Promozione e poi in Prima Divisione.